# Tratalias
Tratalias (Tratalias in sardo) è un comune italiano di 994 abitanti della provincia del Sulcis Iglesiente.

## Geografia fisica

### Territorio
Tratalias è un piccolo paese situato nella zona sud-occidentale della Sardegna, nella regione del Sulcis, in una piana antistante il golfo di Palmas.

## Storia
Il territorio di Tratalias è abitato dall'uomo sin dal periodo prenuragico; nel neolitico recente sorgeva in località Tracasi un villaggio di pastori e agricoltori di cultura di Ozieri. Della successiva epoca nuragica rimangono ancora oggi importanti tracce (nuraghi, tombe dei giganti). Frequentata dai fenici, la zona passò poi sotto il dominio punico e romano.
Con la fine dell'impero romano d'Occidente la Sardegna fu conquistata dai Vandali e in seguito dai Bizantini. In questo periodo, a causa delle frequenti incursioni dei pirati saraceni, le popolazioni costiere cercarono rifugio nell'entroterra tra cui l'attuale territorio di Tratalias. La sede della diocesi di Sulci fu trasferita dall'isola di Sant'Antioco, ormai deserta, nel borgo di Tratalias, facente parte del giudicato di Cagliari, nella curatoria del Sulcis; il trasferimento venne ufficializzato nel 1218 con una bolla di papa Onorio III. Nel 1213 iniziarono i lavori per la costruzione della nuova cattedrale di Santa Maria di Monserrato.

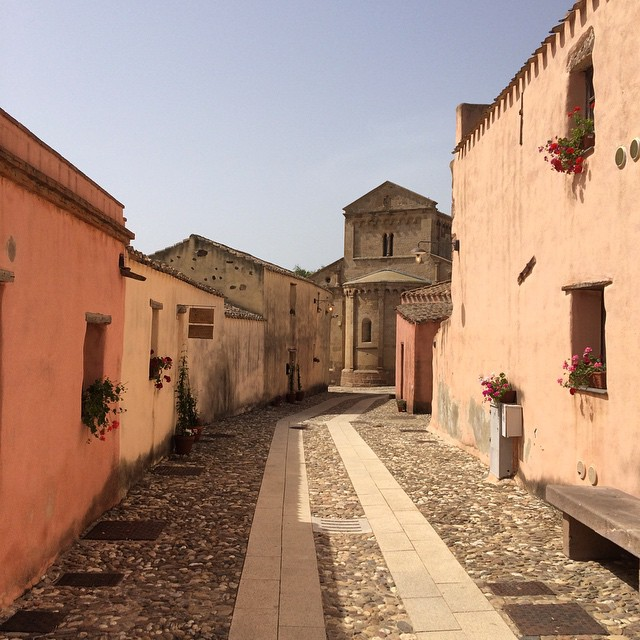
Tratalias vecchia

In epoca medievale era un centro ragguardevole, protetto dal castello di Tului costruito dai giudici di Cagliari e nel XII secolo dimora dei vescovi sulcitani. All'epoca Tratalias contava anche una frazione, Arenis. Andò poi pian piano decadendo perdendo la sua importanza.
Dopo la fine manu militari del giudicato cagliaritano, nel 1258 Tratalias passò sotto il controllo della famiglia pisana dei Della Gherardesca che ne manterrà la signoria fino al 1355, anche dopo l'invasione aragonese della Sardegna del 1324. Nel XV secolo la villa di Tratalias, come del resto gran parte del Sulcis, appare spopolata e la sede della diocesi di Sulci venne spostata ad Iglesias (XIV secolo, ufficialmente nel 1503).
In epoca aragonese il paese formò una baronia insieme a Santadi, che fu data in feudo al Vescovo di Sulci e successivamente a quello di Iglesias, al quale fu riscattato nel 1839 con la soppressione del sistema feudale.
La zona cominciò ad essere ripopolata a partire dal XVIII secolo e nel 1853 Tratalias divenne comune della provincia di Iglesias. Nel 1954, a seguito della realizzazione di uno sbarramento sul rio Palmas, fu generato il lago artificiale di monte Pranu con lo scopo di valorizzare le terre del Basso Sulcis e dare un nuovo impulso all'economia agro-pastorale. Tuttavia, a causa delle infiltrazioni d'acqua, si verificarono numerose lesioni negli edifici circostanti nonché problemi di tipo igienico-sanitario. Per risolvere questa situazione precaria negli anni settanta si decise di costruire un nuovo villaggio a poche centinaia di metri di distanza dove l'intera popolazione del vecchio borgo si poté trasferire.

### Simboli
Lo stemma e il gonfalone del comune di Tratalias sono stati concessi con decreto del presidente della Repubblica del 18 maggio 1995. Lo stemma si blasona:
Il gonfalone è un drappo partito di bianco e di azzurro.

## Monumenti e luoghi d'interesse

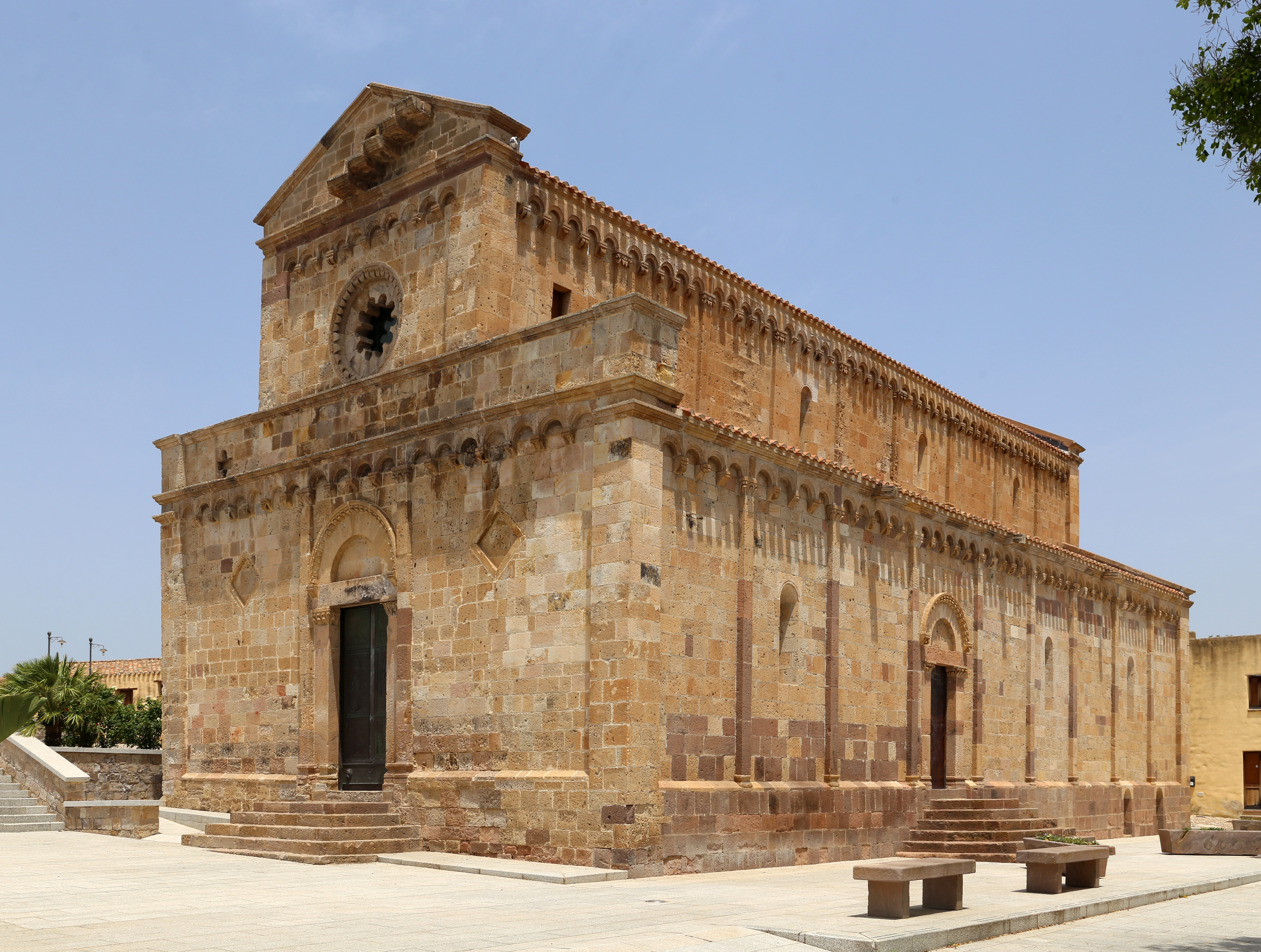
Chiesa di Santa Maria di Monserrato

### Architetture religiose
Di particolare interesse è la chiesa di Santa Maria di Monserrato edificata durante il XIII secolo (1213-1282).

### Siti archeologici

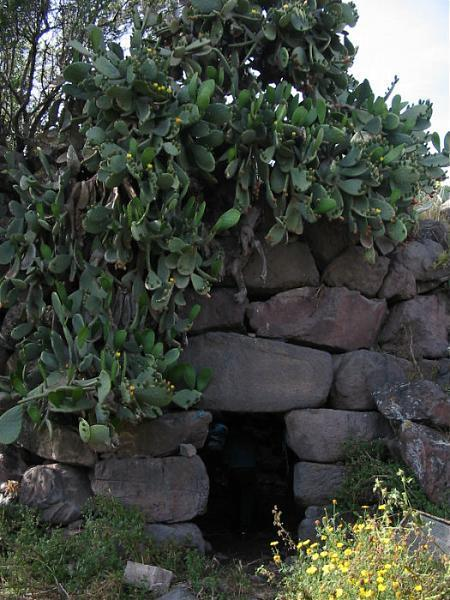
Nuraghe Cuccu

Il paese è situato in un punto geografico particolarmente importante nell'antichità, infatti sul territorio si possono trovare numerosi siti nuragici:
- il villaggio nuragico di Sirimagus
- più di cinque tombe dei giganti
- più di 40 nuraghi

Sono inoltre presenti siti punici e romani e i resti di alcune installazioni militari della seconda guerra mondiale

## Società

### Evoluzione demografica
Abitanti censiti

### Lingue e dialetti
La variante del sardo parlata a Tratalias è il campidanese sulcitano.

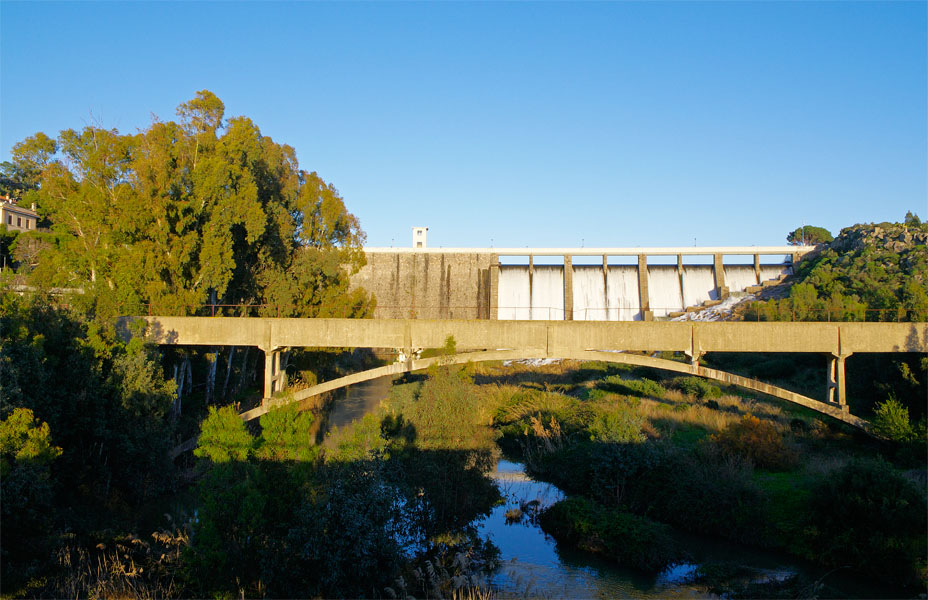
Diga di Monte Pranu

## Economia
L'economia è basata principalmente sull'agricoltura.

## Geografia antropica

### Frazioni
Il comune di Tratalias comprende anche le frazioni di Coremò, Medau Is Lais e Medau Tracasi.

## Amministrazione
| Periodo         | Periodo         | Primo cittadino     | Partito                         | Carica  | Note |
| --------------- | --------------- | ------------------- | ------------------------------- | ------- | ---- |
| 31 maggio 2015  | 26 ottobre 2020 | Marco Antonio Piras | Lista civica "Obiettivo comune" | Sindaco |      |
| 26 ottobre 2020 | in carica       | Emanuele Pes        | Lista civica "Tratalias unita"  | Sindaco |      |

### Gemellaggi
- Fumane

## Sport

### Calcio a 5
Presente l'Asd Tratalias calcio a 5, che nella stagione 2012/2013 ha conquistato la promozione nella serie A di calcio a 5 femminile. Inoltre nel comune ha sede dal 2004 la Polisportiva Kimbeh, militante nei campionati UISP.

### Altri sport
La Polisportiva Kimbeh oltre al calcio a 5 è attiva nel tennis (campionati FIT) e nelle bocce